# Übergangsverwaltung der Vereinten Nationen für Osttimor
Die Übergangsverwaltung der Vereinten Nationen für Osttimor, kurz UNTAET (von engl. United Nations Transitional Administration in East Timor), war vom 25. Oktober 1999 bis zum 20. Mai 2002 eine Friedensmission der UN im Gebiet von Osttimor. Ihr Zweck war die Bereitstellung einer Interimsregierung und der Schutz der osttimoresischen Bevölkerung, die nach ihrer Volksabstimmung für eine Unabhängigkeit am 30. August 1999 der Gewalt durch pro-indonesische Milizen und Teile des indonesischen Militärs ausgesetzt war. Grundlage für die Mission bildeten die UN-Resolutionen 1272 und 1392.

## Geschichte

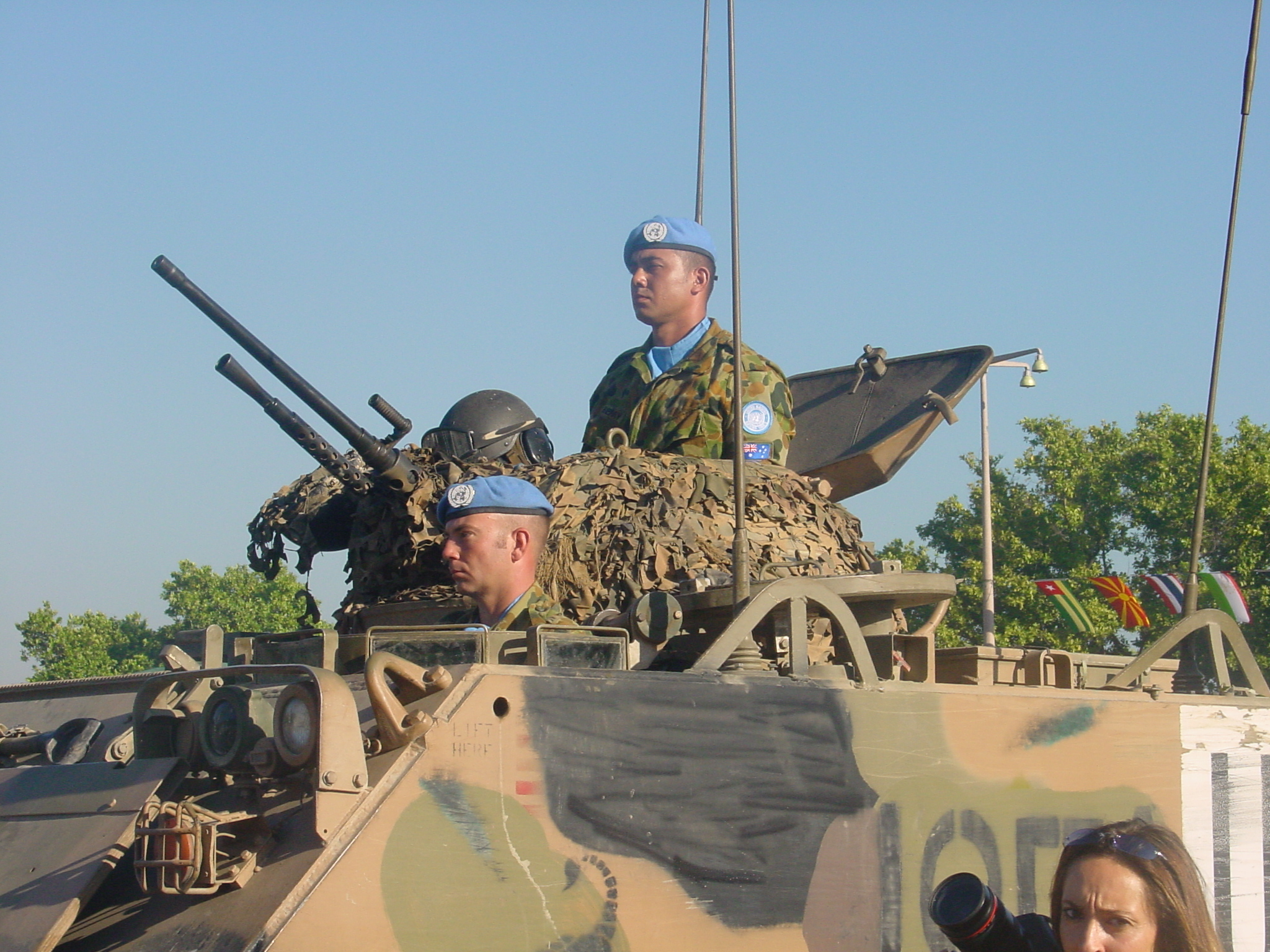
Australische UN-Soldaten in Osttimor

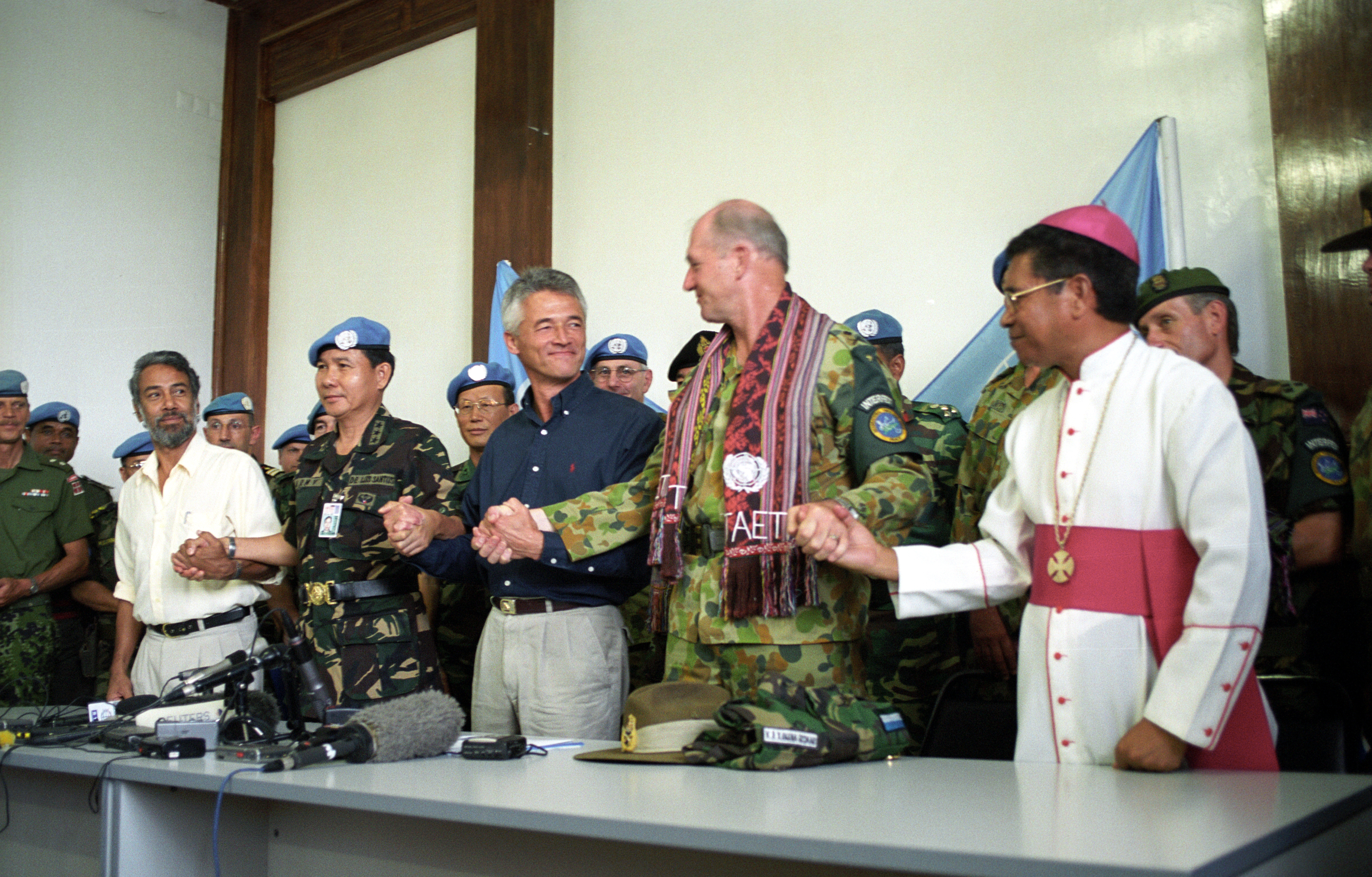
Übergabe der Kontrolle von INTERFET an UNTAET

Die Initiative für die UNTAET ging von Australien aus, welches auch den Großteil der Truppen stellte. Die weiteren an der Friedenssicherung und Wiederaufbau beteiligten Nationen waren:
Ägypten,
Argentinien,
Bangladesch,
Benin,
Bolivien,
Bosnien und Herzegowina,
Brasilien,
Chile,
Volksrepublik China,
Dänemark,
Fidschi,
Gambia,
Ghana,
Großbritannien,
Irland,
Japan,
Jordanien,
Kanada,
Kenia,
Republik Korea,
Malaysia,
Mosambik,
Namibia,
Nepal,
Neuseeland,
Niger,
Nigeria,
Norwegen,
Österreich,
Pakistan,
Peru,
Philippinen,
Portugal,
Russland,
Samoa,
Senegal,
Simbabwe,
Singapur,
Slowakei,
Slowenien,
Schweden,
Spanien,
Sri Lanka,
Thailand,
Türkei,
Ukraine,
Uruguay,
Vanuatu, und die
Vereinigten Staaten.
Zur Sicherung des Landes wurde es in vier Sektoren aufgeteilt. Im Osten trugen Truppen aus Südkorea, Thailand und den Philippinen die Verantwortung, im Zentrum Portugal, im Westen Australien und Neuseeland und in der Exklave Oe-Cusse Ambeno Jordanien. Die Mission umfasste 7.687 uniformierte Personen, darunter 6.281 Soldaten, 1.288 Zivilpolizisten und 188 Militärbeobachter. Die Kosten hierfür betrugen 476,8 Millionen US-Dollar. 17 UNTAET-Angehörige starben bei dem Einsatz.

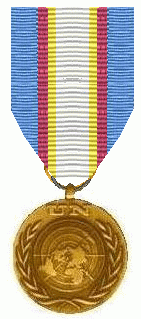
UN-Medaille für UNAMET und UNTAET

Mit der formellen Entlassung Osttimors in die Unabhängigkeit 2002 wurde die UNTAET-Mission unter der Leitung von Sérgio Vieira de Mello beendet. Die meisten staatsbürgerlichen Aufgaben wurden der neu gewählten Regierung unter dem Präsidenten Xanana Gusmão übertragen, während die Aufsicht über Militär und Polizei der Nachfolgemission UNMISET untersteht.

## UNTAET Crime Scene Detachment
Die UNTAET Crime Scene Detachment war eine Sonderermittlungseinheit, die im November 1999 in Osttimor unter der UNTAET gegründet wurde. Sie bestand aus internationaler Polizei, australischer und neuseeländischer Militärpolizei. Die Einheit wurde mit der Exhumierung mehrerer hundert osttimoresischer Opfer beauftragt, die während des UN-Mandats umgebracht worden waren. Während die internationalen Polizeikräfte hauptsächlich in Liquiçá und Umgebung arbeiteten, waren die Militärpolizisten in ganz Osttimor tätig. Nach dem Eintreffen neuer internationaler Polizeikräfte wurde die Einheit Ende 2000 aufgelöst und ging in der Human Rights investigative unit in Dili auf.